# Proch bezsiarkowy
Proch bezsiarkowy (potocznie zwany kakaowym lub czekoladowym) – proch pirotechniczny używany m.in. przy konstrukcji fajerwerków, wytwarzany w sposób analogiczny do prochu czarnego z pominięciem siarki. W skład prochu czekoladowego wchodzi 70–85% azotanu potasu i ok. 30% węgla drzewnego. Swoje potoczne nazwy substancja zawdzięcza brązowej barwie. 
Wynaleziony został w wyniku poszukiwań materiałów wybuchowych niezawierających siarki niszczącej lufy pistoletów. Stosowany był w XIX wieku, główne w artylerii. Ze względu na złe właściwości mechaniczne, zastąpiony został prochem zawierającym niewielką (kilka procent) domieszkę siarki.